# Барановский сельский округ (Краснодарский край)
Бара́новский се́льский о́круг —  административно-территориальная единица в Хостинском районе города Сочи (муниципального образования город-курорт Сочи) Краснодарского края. 
Объединяет сельские населённые пункты района, находящиеся за городской чертой в бассейне реки Сочи и частично Псахе.
Назван по крупнейшему населённому пункту округа — селу Барановка.

## География
Округ расположен на склонах отрогов Главного Кавказского хребта, в средней и верхней частях бассейна реки Сочи и в верховьях реки Шахе. На севере на границе с Адыгеей находится высшая точка округа и всего Хостинского района — гора Фишт (2867,7 м). В средней части округа находятся вершины: Амуко (1918,1 м), Большая Чура (2250,7 м) и др. С северных склонов Большой Чуры начинаются истоки рек Шахе и его притока Бзыч, с южных склонов — реки Сочи.

## История
По состоянию на 1985 год Хостинскому району г. Сочи были подчинены Раздольский и Барановский сельсоветы, которые в 1990-е годы были преобразованы в сельские округа.

## Население
| 2002 | 2010  |
| ---- | ----- |
| 6412 | ↗7973 |

Население округа в 2010 году составило 7973 чел. В основном это русские, армяне и грузины.

## Населённые пункты
В состав сельского округа входят 4 населённых пункта:
| № | Населённый пункт | Тип нп | Население |
| - | ---------------- | ------ | --------- |
| 1 | Барановка        | село   | ↗3943     |
| 2 | Верхний Юрт      | село   | ↗3954     |
| 3 | Пластунка        | село   | ↗2270     |
| 4 | Русская Мамайка  | село   | ↗398      |

## Администрация
Адрес администрации сельского округа: 354003, г. Сочи (микрорайон Макаренко или Заречный), ул. Пластунская, д. 155
Главы администрации Барановского сельского округа:
- Макаренко Борис Владимирович
- Сметанюк Роман Иванович